# Truncatoflabellum zuluense
Truncatoflabellum zuluense is een rifkoralensoort uit de familie van de Flabellidae. De wetenschappelijke naam van de soort is voor het eerst geldig gepubliceerd in 1993 door Cairns & Keller.